# Ginette Moulin
Pour les articles homonymes, voir Moulin (homonymie).
Ginette Moulin, née Heilbronn le 7 février 1927 dans le 16e arrondissement de Paris et morte dans la même ville le 9 février 2025,,, est une milliardaire française, actionnaire majoritaire du groupe Galeries Lafayette.
La fortune de la famille Moulin est estimée en 2018 à 3,9 milliards d'euros. En 2020, le magazine Challenges la classe 35e fortune française et 5e femme la plus riche avec 3 milliards d'euros.

## Biographie

### Enfance et formation
Ginette Moulin est la petite-fille de Théophile Bader (1864-1942), cofondateur des Galeries Lafayette en 1893. Sa mère, Paulette Bader (1905-1998), se marie à Max Heilbronn (1902-1998). Ingénieur, celui-ci intègre les Galeries Lafayette et crée Monoprix en 1932.
Pendant l’Occupation, les Galeries Lafayette sont aryanisées et la famille Heilbronn se réfugie à Lyon, en zone libre. C’est là que Ginette Moulin obtient son baccalauréat, qui lui permettra ensuite de suivre des études d’histoire, d’anglais et de chinois. Son père, Max Heilbronn, s’engage dans la résistance où il est l'un des pionniers du mouvement « Résistance-Fer ». Arrêté, il est déporté dans différents camps de concentration. À Buchenwald, il rencontre Étienne Moulin, qui épousera sa fille Ginette. Le couple aura trois filles : Patricia née en 1948 mariée en 1998[réf. nécessaire] avec Philippe Lemoine, Christiane née en 1950 mariée en 1971 avec Philippe Houzé et Isabelle née en 1952.

### Les Galeries Lafayette
Étienne Moulin poursuit la tradition des gendres et travaille chez Monoprix avant de rejoindre les Galeries Lafayette dont il deviendra président.
Les parents de Ginette Moulin meurent tous deux en 1998. Lorsque son époux s’éteint à son tour en 2004, Ginette Moulin et sa cousine Noëlle Meyer, les héritières et petites filles de Théophile Bader, entrent en conflit. Celui-ci aboutit au contrôle total du groupe par la famille Moulin. En 2005, Ginette Moulin devient présidente du conseil de surveillance des Galeries Lafayette. Très attachée à la transmission familiale de l’entreprise, elle affirme : « Je n’ai pas honte d’avoir hérité, j’aurais honte de ne pas transmettre. »

## Le mécénat artistique
Étienne et Ginette Moulin ont collectionné des tableaux abstraits de l’école de Paris : Lanskoy, Poliakoff, Zack…
Elle soutient son petit-fils Guillaume Houzé pour encourager les jeunes artistes, notamment en France. Tel est le but des expositions « Antidote » réalisées à la galerie des Galeries sept années consécutives à partir de 2005. À eux deux, ils soutiennent plus de 95 artistes dont Mathieu Mercier, Michel Blazy…
En janvier 2013, le fonds de dotation Famille Moulin est créé pour continuer à encourager l'art contemporain. Ce fonds, dont Ginette Moulin est la présidente, inscrit la collection dans un projet d’intérêt général et accueille des œuvres issues de la collection de la famille et du groupe Galeries Lafayette.

## Décorations
- Officier de l'ordre national du Mérite Elle est directement faite officier par décret du 2 mai 2017 pour ses 68 ans de services[13].
- Officier de la Légion d'honneur Elle est faite chevalier le 13 juillet 2010[14], puis est promue officier le 13 juillet 2019[15].